# شمشیر + زنکایگر: سوپر قهرمان سنکی
شمشیر + زنکایگر: سوپر قهرمان سنکی (انگلیسی: Saber + Zenkaiger: Super Hero Senki) یک فیلم ابرقهرمانی ژاپنی محصول ۲۰۲۱ بین دو فرنچایز کامن رایدر و سوپر سنتای است و در ۲۲ ژوئیه ۲۰۲۱ منتشر شد.